# Mauro Duarte
Mauro Duarte de Oliveira, conhecido apenas como Mauro Duarte (Matias Barbosa, 2 de junho de 1930 - Rio de Janeiro, 26 de agosto de 1989) foi um cantor e compositor de samba brasileiro. Além de compositor, ganhou a vida como ourives e bancário.

## Biografia
Aos três anos, se mudou com a família de Minas Gerais para o Rio de Janeiro. Começou a compor por volta dos dez anos. Foi pianista autodidata na infância. Aos 15 anos, passou a ter contato com o samba através do carnaval de rua do bairro de Botafogo, onde morava, nos blocos do Jerico, Funil de Botafogo e Gaviões e frequentando as escolas de samba São Clemente e Estrela de Botafogo.
Acabaria fazendo do tamborim seu instrumento predileto. Fez parte de dois conjuntos musicais na década de 1960 - o primeiro deles foi Os Autênticos (com Walter Alfaiate, Noca da Portela, Adélcio de Carvalho, Eli Campos e Vinícius do Surdo) de depois Os Cinco Crioulos (com Nelson Sargento, Elton Medeiros, Anescarzinho do Salgueiro e Jair do Cavaquinho).
Seu primeiro sucesso comercial como compositor veio em 1974 com "Menino Deus" (em parceria com Paulo Cesar Pinheiro) na voz de Clara Nunes. Outras composições marcantes foram "Canto das Três Raças" (1976) e "Portela na Avenida" (1981) - ambas com Paulo Cesar Pinheiro e também gravadas por Clara Nunes -; "Lama", "Reserva de Domínio", "Lamentação"; "A Paixão e a Jura" e "Sorri de Mim" (ambas com Walter Alfaiate); "Cuidado, Teu Orgulho Ainda Te Mata" (com Paulinho da Viola e Walter Alfaiate); "Timidez" e "A Alegria Continua" (ambas com Noca da Portela); "Maioria sem nenhum" (com Elton Medeiros); "Jogo de Angola" e sambas-enredo em homenagem a escolas de samba do Rio de Janeiro, como "Beija Flor", "Academia do Salgueiro", "Imperatriz", "Mocidade Independente" e "Mangueira, Estação Primeira".
Em 1985, lançou seu único álbum, Cristina e Mauro Duarte, com a cantora Cristina Buarque.